# Scotopteryx hyrcanaria
Scotopteryx hyrcanaria là một loài bướm đêm trong họ Geometridae.